# Віреон попелястий
Віреон попелястий (Vireo plumbeus) — вид горобцеподібних птахів родини віреонових (Vireonidae).

## Поширення
Вид поширений від центрального заходу Сполучених Штатів, через Мексику, Гватемалу, Беліз, Сальвадор до Гондурасу. Його середовище проживання — ліси помірного клімату, де він гніздиться, і тропічні або субтропічні вологі гірські ліси, де він також гніздиться і є резидентом.

## Опис
Дрібний птах, завдовжки 12 см, із сірою головою, спиною та боками і білуватою нижньою частиною. Він має суцільне біле кільце навколо очей і білі смуги на крилах.

## Підвиди
Включає чотири підвиди:
- Vireo plumbeus plumbeus Coues, 1866 — гніздиться в центральній західній частині США (Айдахо, Вайомінг, Монтана та південний захід Південної Дакоти до Каліфорнії, Аризони і Техасу) та на заході Мексики.
- Vireo plumbeus gravis Phillips, AR, 1991 — гніздиться на сході центральної Мексики.
- Vireo plumbeus notius Van Tyne, 1933 — Беліз.
- Vireo plumbeus montanus van Rossem, 1933 — південна Мексика на південь до Гондурасу.